# Monkodonja
Monkodonja egy őskori település volt Horvátországban, Isztria megyében, melyet méretei, ősisége és fontossága miatt isztriai Mükénének is szoktak nevezni.

## Fekvése
A romok Rovinjtól 5 km-re keletre Kokuletovica településsel átellenben, az út túloldalán emelkedő dombon fekszenek. Kokuletovicából a Vistrum és a Rubinum nevű kerékpárutak vezetnek ide. A lelőhelyet termékeny terület veszi körül, amely 2,5 km hosszan húzódik a tengerig. A 81 méteres a tengerszint feletti magasságú dombon szabálytalan ellipszis alakban, kelet-nyugati irányban húzódik a romterület, melynek nagysága 160 m × 250 m.

## Kutatástörténete
A régészeti kutatások eredményei alapján Monkodoni-dombon a bronzkorban az i. e. 1800 és i. e. 1200 közötti időben zajlott az élénk társadalmi élet. Az Isztria területén itt találtak először mükénéi edénytöredékeket. Ezek alapján Monkodonija az Észak-Adriát Közép-Európával és az Égei-tengerrel összekötő útvonalak fontos pontja volt. 
A lelőhelyet Boris Baćić és Branko Marušić horvát régészek fedezték fel 1953-ban. Az első kutatást 1953–1955 között végezték, 1997 óta pedig modern, multidiszciplináris nemzetközi kutatásokat végeztek a Pólai Régészeti Múzeum, a Rovinji Helytörténeti Múzeum és a berlini Freie Egyetem részvételével. A kutatás folyamatosan zajlik, több tucat professzor, régész és régészhallgató részvételével, akik Berlinből, Ljubljanából, Pólából és Rovinjból érkeztek. 2008-ban bukkantak a kora bronzkori, az i. e. 18. és 12. század közötti időszak településének nyomaira. A kutatási és helyreállítási munkák befejezésével a lelőhely régészeti parkká válik. Ebből a célból eltávolítják a növényzetet, kivágják a bokrokat, levágják a füvet és megtisztítják a környezetet.

## Leírása
A települést csaknem egy kilométer hosszú, mintegy 3 méter széles fal vette körül, melynek magassága meghaladta a 3 métert. A kőtömbök, amelyek helyenként több tonnát nyomtak szárazon rakva épültek. A falak külső és belső felülete monumentális tömbökből épül fel, míg a köztük lévő részt kisebb kövekből építették. A falak megépítéséhez szükséges köveket magából a domb területéből bányászták, és így egyrészt építési anyaghoz jutottak, másrészt a kő kitermelésével teraszokat kaptak, amelyek alkalmasak voltak a házépítésre. Az erődbe két kapun keresztül jutottak be, az egyik a település nyugati oldalán, a másik pedig északon volt. A nyugati kapu a közeli tengerpartra nézett, és ez volt település fő bejárata. 
A település reprezentatív főbejárata a tenger felé néző nyugati kapu volt. Ennek a területnek északi és déli része előtt két monumentális sír található. Négyszögletes falazott kősírok, amelyekben valószínűleg nagyon fontos embereket temettek el, akik talán maguk a település alapítói voltak. A kapu körüli tér az idő múlásával számos változtatáson ment keresztül. A hozzáépített kőakadályok beszűkítik az átjárókat, kisebb, íves falakkal körülvett tereket képezve. Így valószínűleg közös raktárakat, valamint az alsóváros első teraszához vezető rejtett folyosókat képeztek. Az északi kaput a falakhoz hasonlóan, megalitikus tömbökből épített magas toronnyal erősítették meg. A falak belső oldala mentén itt is íves falakkal ellátott terek kerültek kiépítésre. Az északi kaputól is indul egy keskeny, kanyargós folyosó, mely az északi külvárosba és a lábánál lévő kultikus hely felé vezet. Az északi kaputól nyugatra a falak külső felülete mentén a 6. vagy 7. századból származó tömegsírt fedeztek fel, melyek a szlávok és az avarok első betöréseinek idején keletkezhettek. Ez egyben a legfiatalabb lelet Monkodonja területén.
A falak vonalát követő terasz valószínűleg az alsóváros területét jelenti, ahol szerényebb lakóházakat és egyéb épületeket (víztározók, tárolók) létesítettek. A faragott alapkőzet pereme mentén kis házak sora azonosítható. Az itt kutatott házaknak egy kis fedett tornáca volt, amely a sziklába ásva víztározóval is rendelkezett, hogy összegyűjtse a tetőről az esővizet.
A szárazon rakott kőalapokra fagerendákból építették házak favázait, melyre a falakat náddal átszőtt, sárral tapasztott szalmával építették, míg a tetőt szalma, fazsindely vagy vékony mészkőlap borította. A házak belseje amint azt a sziklaalap mutatja két részből állt. Az első rész északi sarkában olyan falazott alapok találhatók, amelyeket egy nyitott tűzhely alapjaként értelmezünk, hasonlóan az isztriai falvakban ma is meglévő tűzhelyekhez.
Moncodonja nyugati részén, az alsóváros és az akropolisz falai között található a felsőváros területe, egy olyan terület, amelyet különféle kézművesek laktak. Az akropolisz falának mentén a falaknak támaszkodó, fagerendákból épült épületek voltak elhelyezve. Alapjaik részben szárazon rakott kőből álltak, fölöttük fából és nádból épült, szalmával és sárral borított falak voltak. Az akropolisz bejárati folyosója mentén lévő területeken számos csonteszközt (tűt, árat, vésőt, simítót) találtak, amelyek valószínűleg ott készültek, és amelyeket a ruhák felső részét képező bőr feldolgozásához, varrásához, kerámiák készítéséhez és díszítéséhez használtak. A városban sok kis bronz- és ólomcsomót gyűjtöttek össze, amely öntödei hulladék volt.
Monkodonje központi és legmagasabban fekvő területe, amelyet erős fal, valamint maga a település vett körül az akropolisz területe volt. A domb tetejének tágas fennsíkját olyan tört kővel planírozták el, amelyet a falak és különféle egyéb építmények építésére használtak. Az akropolisz védőfalait, valamint az egész települést két, nagy, faragott tömbből álló profillal építették, köztük lévő helyet pedig kisebb kövekkel és törmelékkel töltötték meg. A falak egy része kazettás terekkel épült, szintén kövekkel és törmelékkel megtöltve. Az akropolisz kutatott falain a bejárat egy az északi sarok közelében volt kapun át volt, de ezt hamarosan elzárták. Kicsit távolabb, délre található a másik kapu, amely egy vonalban van a település nyugati főkapujával. A kapuk keskeny folyosókkal épültek fel, és valószínűleg be voltak fedve, mert a kutatás során az átjáró romjaiban nagyobb födémek töredékeit találták. Az akropolisz területén a város elitje lakott, akik a város alapítói és utódaik voltak. Voltak nagyobb méretű házak is, amelyeket kisebb tárolóhelyek, keskeny járatok és valószínűleg nagy fedett tornácok vesznek körül. Az alapkőzetben számos faragott mélyedés mutatja az épületek átalakításának és felújításának számos szakaszát. Az akropolisz északnyugati sarkában két nagy, egymással párhuzamos építésű háznak kőből készült szárazon rakott alapjait találták, amelyek egy fa felépítményt hordoztak. Előttük egy fazekas kemence volt. A házak falait gyakran egyszerű geometrikus motívumok díszítették, amelyeket a még friss agyagba vagy sárba nyomtak.
A mély függőleges gödrök a karsztterületek egyik tipikus jelenségei. Monkodonja északnyugati lábánál egy 50 m mély gödör jött létre. A gödör körüli szélesebb területet kialakítása azonban emberi kéz munkája. A gödör nyílásának környékét lefaragták, míg a nyugati szélén függőlegesen monolit tömbök sorozatát emelték. A megemelt részen, a település falai felé álló tömbök párban emelkednek egy lapos lépcsős szikla fölött. Valószínűleg olyan ünnepi emelvényeket képeztek, ahonnan különleges szertartásokat lehetett lebonyolítani a gödör körül. A gödör ma nagy mennyiségű követ és különféle hulladékot tartalmaz.